# Adelobotrys praetexta
Adelobotrys praetexta är en tvåhjärtbladig växtart som beskrevs av Pilg.. Adelobotrys praetexta ingår i släktet Adelobotrys och familjen Melastomataceae. Inga underarter finns listade i Catalogue of Life.